# Shōsō-in

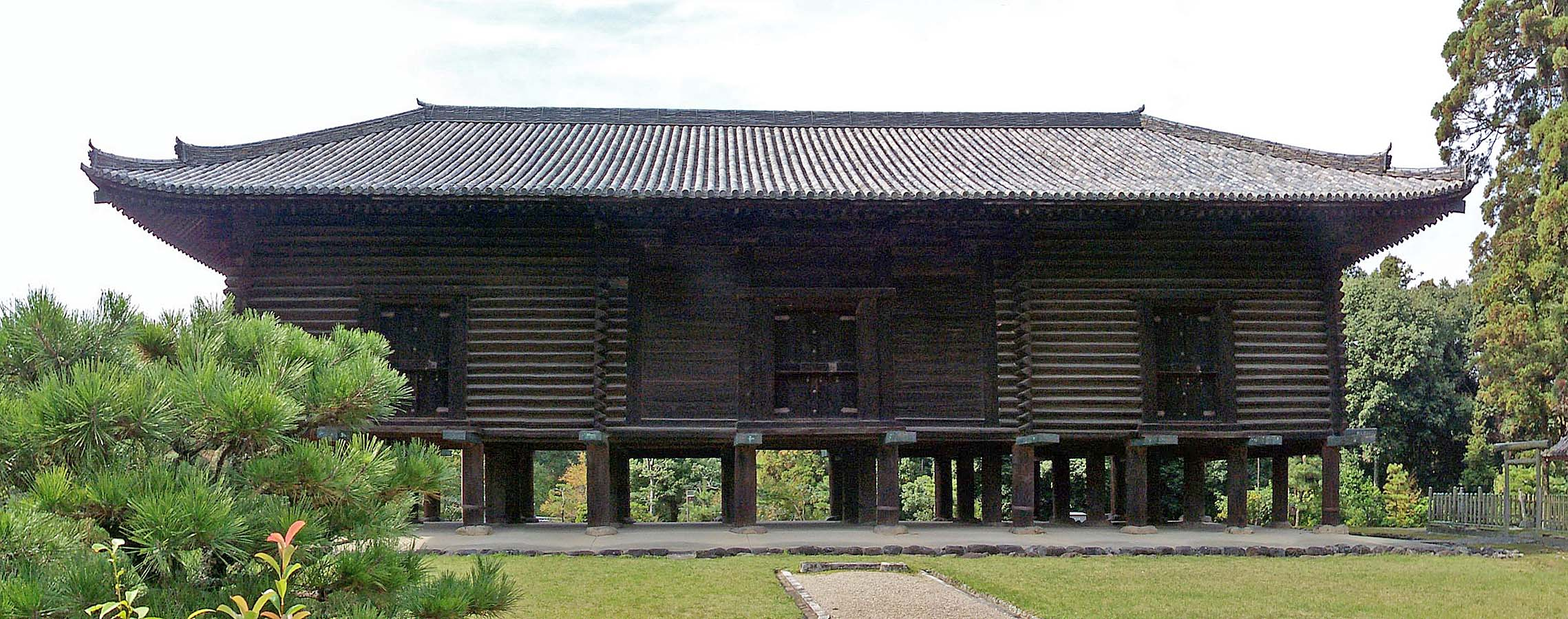
Das Shōsō-in

Das Shōsō-in (japanisch 正倉院) ist ein altes Holzgebäude im Azekura-Blockhausstil, das die Schätze des Kaisers Shōmu (701–756) und der Kaiserin Kōmyō (701–760), aber auch Objekte aus der Tempyō-Zeit beherbergt. Das Shōsō-in gehörte ursprünglich zum Tōdai-ji in Nara (Japan) und steht auf dessen Gelände im Nordwesten der Daibutsu-Halle. Das Gebäude gehört zu den Nationalschätzen Japans und zum Weltkulturerbe.

## Übersicht

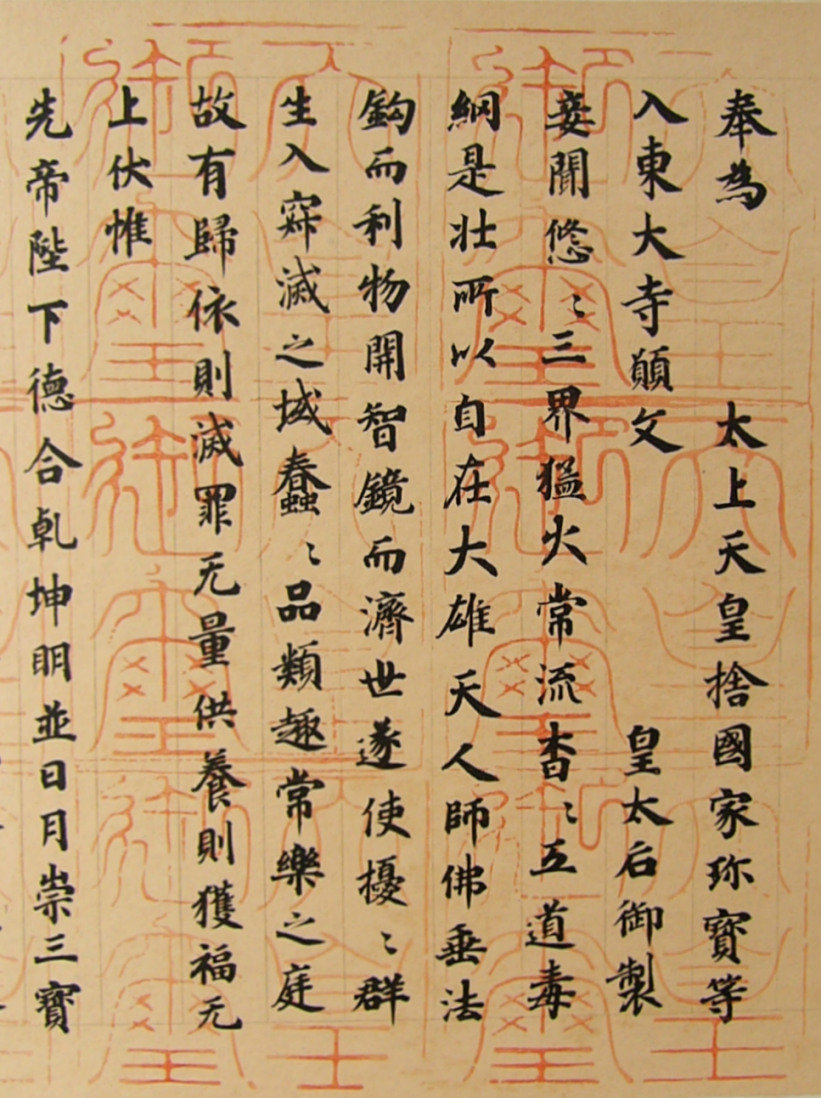
Widmungsliste des Tōdai-ji, 756

Der Kern der Sammlung besteht aus etwa 110 Stücken, die Kaiserin Kōmyō anlässlich des Todes ihres Mannes, Kaiser Shōmu, dem  Vairocana-Buddha am Tōdai-ji stiftete. Der größte Teil der insgesamt 8000 Objekte kam erst in der Mitte der Heian-Zeit, also nach 1100 dazu.
Die Sammlung reflektiert den Geschmack der damaligen Zeit, wobei viele Objekte aus Zentralasien über die Seidenstraße hierher kamen und die damalige Ästhetik des asiatischen Kontinents zeigen. Sie lässt sich in folgende Objektgruppen gliedern: Musikinstrumente, Medizin, Hausrat, Waffen, Bücher und Landkarten, Schreibwerkzeug, Spielzeug, Essgeschirr, buddhistische Objekte, Kultobjekte, Kleidung und Schmuck u. a.
Nachdem das Gebäude über mehr als 1000 Jahre vom Tōdai-ji verwaltet worden war, kam es dann 1875 unter die Verwaltung des Innenministeriums (内務省 Naimushō), dann zum Ministerium für Landwirtschaft und Handel (農商務省 Nōshōmushō) und schließlich zum Kaiserlichen Hofamt.
1963 wurden die letzten Objekte in zwei dafür auf demselben Gelände gebaute Schatzhäuser, das Higashi-Hōko (東宝庫) und das Nishi-Hōko (西宝庫), umgelagert, so dass das große Gebäude, das sich im Norden der Anlage befindet, heute leer steht.

## Bilder

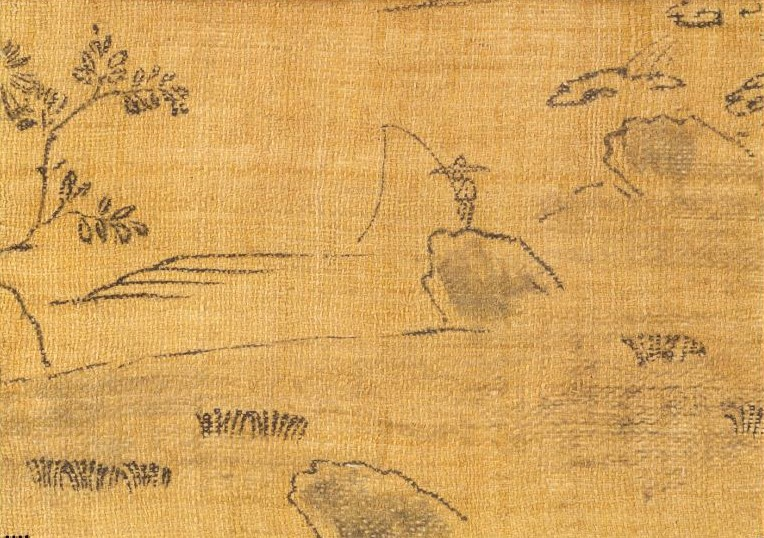
Landschaft
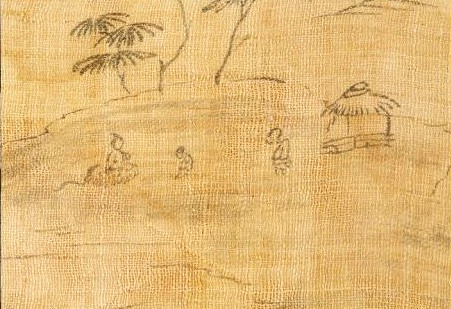
Landschaft
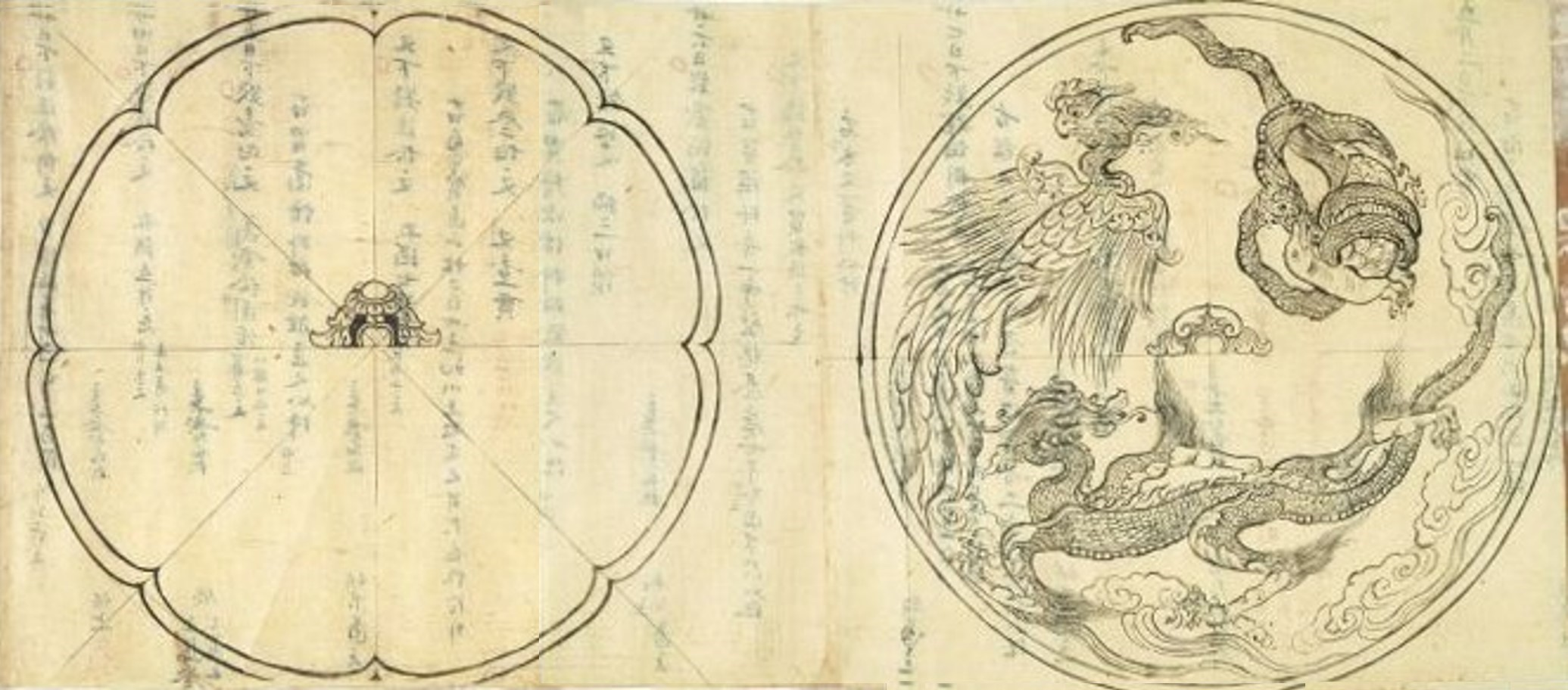
Spiegel-Design